# Svobodné Heřmanice (nádraží)
Svobodné Heřmanice jsou dopravna D3, která se nachází u zatopeného lomu Šífr západně od zástavby obce Svobodné Heřmanice v okrese Bruntál. Dopravna leží v km 25,052 jednokolejné Opava východ – Svobodné Heřmanice. Jedná se o koncovou dopravnu této trati, která v minulosti pokračovala dále do Horního Benešova.

## Historie
Nádraží s tehdejším německým názvem Freihermersdorf bylo dáno do provozu 29. června 1892, tedy současně se zprovozněním tratě z Opavy do Horního Benešova. V roce 1918 byl název nádraží počeštěn na Heřmanice Svobodné, od roku 1920 se používá název Svobodné Heřmanice s výjimkou let 1938 až 1945, kdy se krátce používal opět německý název Freihermersdorf.

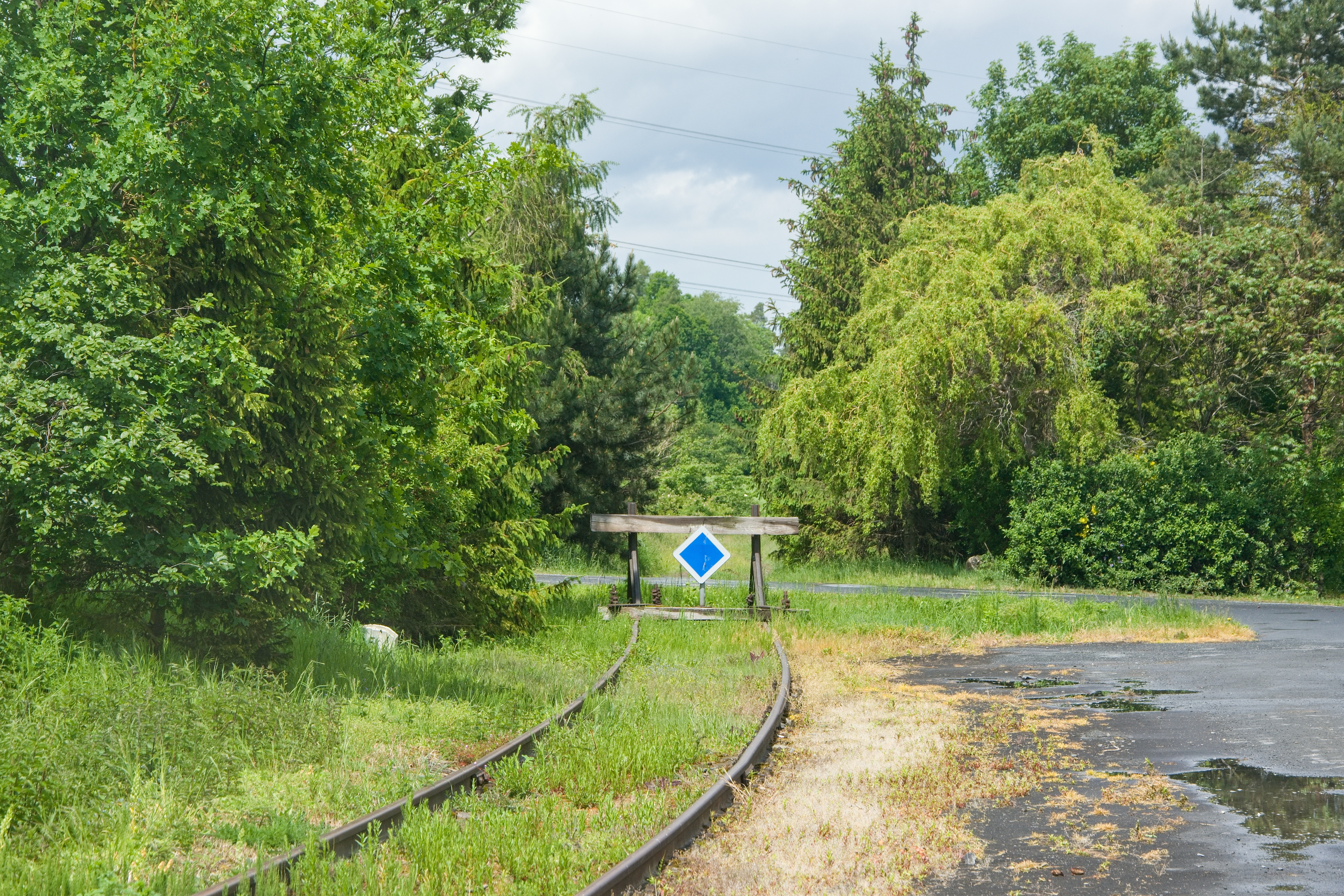
Zarážedlo na konci dopravny i trati

K 1. červenci 1970 byl zcela zastaven železniční provoz v úseku Svobodné Heřmanice – Horní Benešov, v roce 1981 byl tento úsek snesen a Svobodné Heřmanice se tak definitivně staly koncovou dopravnou trati.

## Popis dopravny
Dopravna D3 Svobodné Heřmanice je řízena dirigujícím dispečerem, který sídlí ve stanici Opava východ. Dopravna je ohraničena ve směru od sousední dopravny Mladecko lichoběžníkovou tabulkou umístěnou v km 24,945, z opačné strany pak zarážedlem v km 25,300, které je současně i koncem trati.
V dopravně se nachází jen jedna dopravní kolej, je označena číslem 1. Na straně k budově je ještě oboustranně zapojená manipulační kolej č. 2.

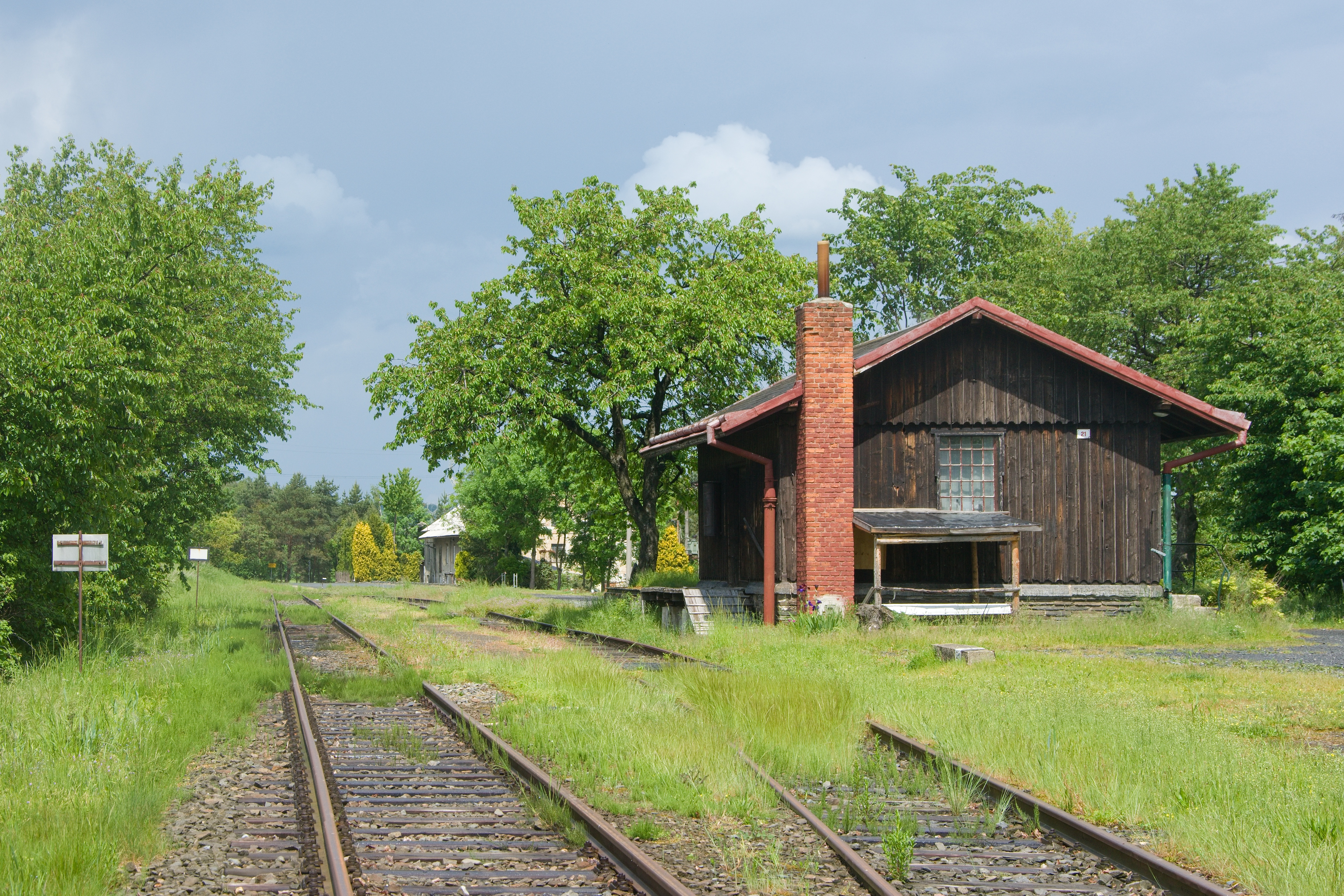
Nástupiště a skladiště

U dopravní koleje č. 1 je zřízeno vnitřní jednostranné nástupiště o délce 47 m s nástupní hranou ve výšce 200 mm nad temenem kolejnice, příchod na nástupiště je úrovňový přes kolej č. 2.

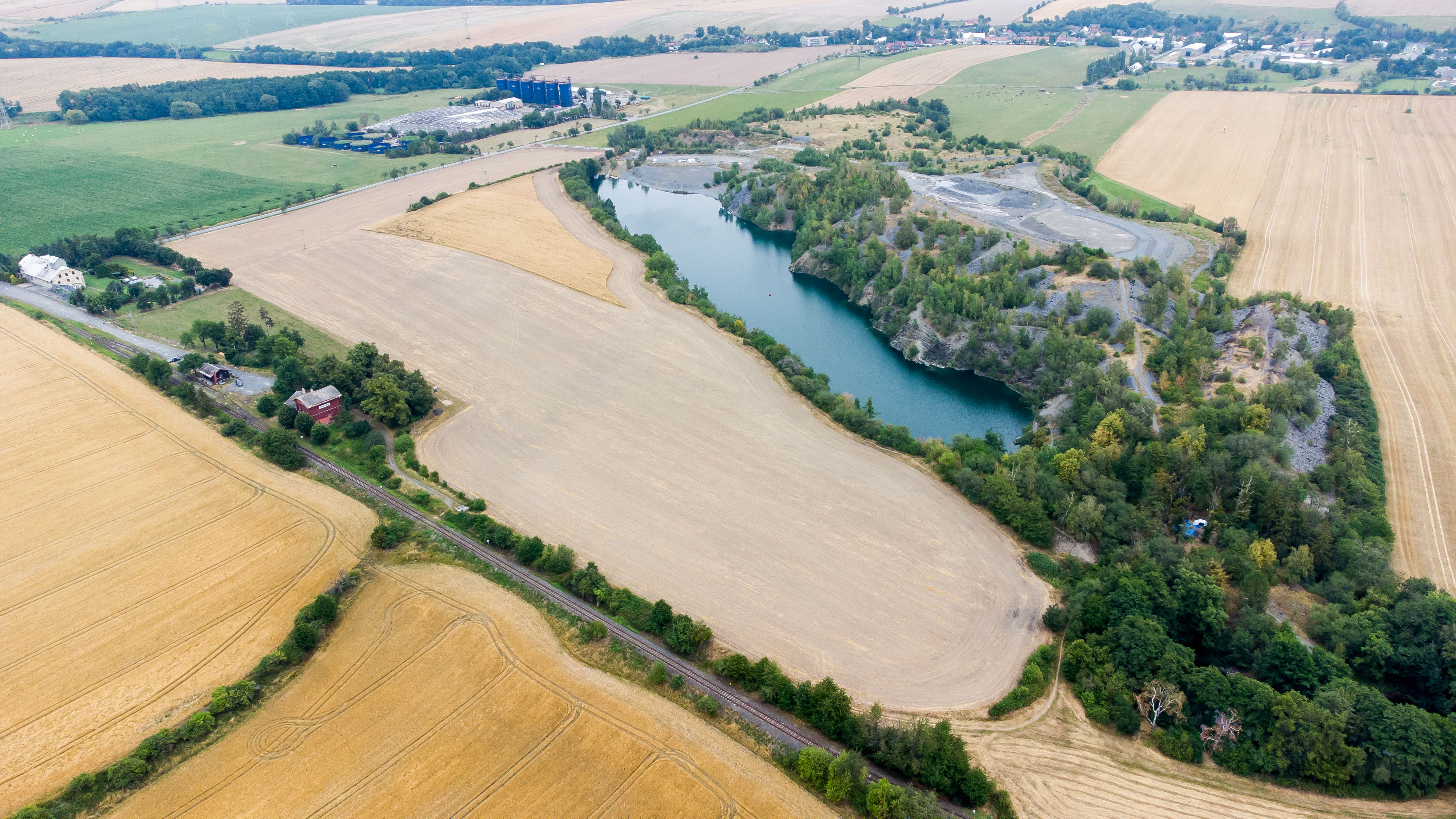
Letecký pohled na dopravnu a lom Śífr

Výpravní budova je v téměř původním stavu z doby výstavby trati. Jedná se o typizovanou výpravní budovu IV. třídy Severní dráhy. Budova je uzavřená, v dopravně není ani přístřešek pro cestující.